# Don't Let's Start
Don't Let's Start è il secondo singolo dell'omonimo album dei They Might Be Giants. È una delle canzoni più famose, uscita nel 1986. Il singolo venne pubblicato su CD.

## Tracce
1. Don't Let's Start
2. Put Your Hand Inside The Pupped Head

## Video
Il video mostra i TMBG con due cappelli giganti nel mentre che John Linnel canta e John Flanshburg suona la chitarra elettrica. Ci sono anche due persone con facce particolari che compariranno anche nei prossimi video.